# Obizzo III d'Este
Obizzo III d'Este (1294 – 1352) est un condottiere italien du XIVe siècle appartenant à la Maison D'Este. Son père ayant organisé, après son éviction de Ferrare, la réconciliation des différentes composantes de la famille, celle-ci est en mesure de reprendre collégialement le contrôle de la cité, Obizzo partageant alors le pouvoir avec deux de ses frères et deux de ses cousins. Une fois ceux-ci disparus, il assume seul la conduite de la famille et de l'action politique de la Maison D'Este, alors devenue, par l'action militaire et par la voie diplomatique, une des plus puissantes de l'Italie du nord.

## Jeunesse et accession au pouvoir
Obizzo III d'Este naît le 14 juillet 1294 de l'union du marquis Aldobrandino II, frère d'Azzo VIII d'Este (Azzone) et de Alda di Tobia Rangoni, issue de la noblesse de Modène. 

### Des héritages contestés
Alors qu'il est encore adolescent, son père, qui a passé une grande partie de sa vie en révolte ouverte contre les factions qui ont chassé la Maison D'Este de Ferrare, décide de l'émanciper, ainsi que son frère aîné, lui faisant don d'une partie importante de son patrimoine.
Le testament de son grand-père Obizzo II (daté du 28 juin 1292) reconnaissait pour héritiers les trois fils qu'il avait eu avec Iacopina Fieschi, sa première épouse, mais également ceux à naître de sa relation avec Costanza, fille d'Alberto Della Scala, ouvrant ainsi le champ à une violente guerre de succession, que ce soit pour sa fortune que pour son héritage politique. 
Il semblait aux observateurs qu'Azzo VIII (Azzone), l'aîné, était destiné à hériter de Ferrare ; Aldobrandino II, de Modène, où il avait des liens familiaux ; Francesco, de Reggio, la plus récente des conquêtes de la famille.
Cependant, quand Obizzo II décède brutalement, le 20 février 1293, les autorités municipales élisent Azzone à la tête de Ferrare, suivies de peu par celles de Modène et Reggio. Si Francesco se résigne à cette situation, Aldobrandino décide de combattre par les armes ce qui lui apparaît comme une injustice. Avec ses alliés padouans et véronais, il mène contre Azzo une guerre intermittente qui ne cesse réellement qu'une quinzaine d'années plus tard, à la mort de celui-ci (31 janvier - 1er février 1308). Le défunt ne laisse pas de descendance. Le 10 février, alors que la succession paraît s'être simplifiée, les autorités municipales, s'inspirant du testament du défunt, élisent pour « dominus generalis » Fresco d'Este, le plus âgé des bâtards d'Azzone, en qualité de régent du jeune Folco, son fils.
Aldobrandino II et Francesco, à nouveau floués, cherchent alors à recourir contre cette décision, puis prennent contact avec des alliés potentiels pour faire valoir leurs droits. Mais à la fin du mois de février, Aldobrandino finit par renoncer officiellement, émancipe ses fils et se retire en exil à Bologne.
De concert avec son frère Rinaldo et son oncle Francesco, Obizzo III mène alors, jusqu'à l'automne 1308, des actions militaires contre Fresco. Quand celui-ci, en octobre 1308, accepte la tutelle de Venise, tous trois se rangent contre lui sous la bannière du Pape et finissent, aidés par la peste qui décime les troupes vénitiennes, par chasser Fresco et Folco de Ferrare. 
Le sort de la fortune familiale peut alors être réglé. Elle concerne une multitude de biens situés dans la région de Padoue, dans le Ferrarais et le Polésine de Rovigo. Dans les seules juridictions d'Este, de Soleso et de Montagnana, la Maison D'Este possède alors 13 000 hectares de domaines cultivables, sans compter les vallées, les marais, les bois, les voies navigables, les forteresses et les châteaux, ainsi que les droits seigneuriaux et les juridictions.
À l'été 1312, Aldobrandino est détenu quelques semaines à Ferrare, après la mort brutale de son frère Francesco (23 août), tué par la milice municipale, alors qu'il complotait probablement, peut-être de concert avec son frère, pour s'emparer de la ville. Obizzo doit alors affronter, avec son père et ses frères (Rinaldo II e Nicolas I), ses cousins Azzo (IX) et Bertoldo.

### Mariage, alliances et prises de Ferrare
En mai 1317, dans le cadre d'une union arrangée de longue date par son père depuis son exil bolognais, Obizzo épouse Giovanna, fille de Romeo Pepoli, guelfe de premier plan et acteur économique et politique central de la vie municipale bolognaise et, au-delà, de la plaine du Pô. Le mariage marque le retour de la Maison D'Este et de son patrimoine réunifié au premier rang de la vie politique du nord de la péninsule. Sont alors posées les bases qui vont permettre à Obizzo et à sa parentèle de revenir à Ferrare. Alors que la famille accueille la promise à Rovigo, la Maison D'Este complote déjà pour prendre le pouvoir à Ferrare, alors incarné par un vicaire du roi de Naples auquel le Pape a confié le gouvernement de la ville.
Le 22 juillet 1317, leurs partisans s'emparent de Ferrare et, tandis que les Angevins s'enferment dans le castel Tedaldo, les appellent à venir de Rovigo en prendre possession. C'est ainsi qu'Obizzo, Rinaldo et leur cousin Azzo IX, réconciliés, font leur entrée à Ferrare. Tandis qu'Obizzo se précipite à Bologne pour éviter que la ville n'intervienne en faveur des assiégés, Rinaldo et Azzo parviennent à négocier la reddition de l'ennemi, s'emparent du château auquel ils mettent le feu, après avoir trahi leur parole et massacré la garnison (5 août).

## Seigneurie collégiale
Ayant rejoint ses parents à Ferrare, Obizzo négocie avec eux la suite des événements : le 15 août, Obizzo, ses frères Rinaldo et Nicolas, et leurs cousins Azzo et Bertoldo sont élus conjointement par peuple « domini dicte civitatis Ferrarie et districtus sine aliqua contradictione ». Leur nomination, entérinée par les conseils municipaux, marque la réunification de la Maison D'Este pour les trente-cinq années suivantes (1317-1352).
Cette collégialité est modifiée en 1318 par la mort — sans héritier — d'Azzo IX, qui augmente le poids de la lignée issue d'Aldobrandino au détriment de celle issue de Francesco. Il semble en effet que Rinaldo et Obizzo aient tenu le devant de la scène, tandis qu'Azzo et Bertoldo apparaissent beaucoup plus rarement dans les archives publiques.
Quant à ce qui revient à Obizzo et à Rinaldo, entre, le 15 août 1317 au 31 décembre 1335, date de la mort de ce dernier, l'action publique des deux frères est indissociable. C'est le cas quand ils soulèvent les forces guelfes contre le Pape, alors que celui-ci, en réaction à leur rétablissement, les excommunie, les accuse d'hérésie et jette l'interdit sur Ferrare.

### Partisans de l'Empire
Obizzo est impliqué dans les activités diplomatiques et militaires multiples de la Maison D'Este : rapprochement avec Cangrande Della Scala, siège et assaut d'Argenta (1321), adhésion à la ligue offensive et défensive formée par le vicaire impérial représentant de Louis IV de Bavière, puis à la grande ligue gibeline (1324) qui s'oppose à la politique de Jean XXII et le voit, au mois de juin, se porter aux côtés de Cangrande contre Padoue.
À l'automne, en échange de leurs bons et loyaux services, les D'Este se voient confirmer par l'Empereur leurs droits sur leurs domaines. Ils rentrent en possession d'Argenta, puis de Comacchio. Au printemps 1325, ils dévastent les possessions de Bologne, passée du côté du Pape, se saisissant des places fortes de Floriano et de Sassuolo.
En septembre, Alisia, sœur d'Obizzo, épouse Rainaldo Bonacolsi, renforçant les liens entre la Maison D'Este, Mantoue et Modène. Le même mois, la mère d'Obizzo décède, suivie de peu dans la tombe par son époux Alobrandino. Avant de trépasser, ce dernier a pu parachever son œuvre de réunification de la Maison D'Este en arrachant à l'évêque de Catane toute une série de possessions de famille situées dans les juridictions de Padoue, Ferrare et Rovigo.
En 1326, le parti guelfe reprenant de la vigueur après une série de reculs, Obizzo commande les renforts envoyés à Azzone Visconti et à Rainaldo Bonacolsi. Pour protéger le Ferrarais, il fait bâtir la  stellata de Sant'Alberto sur le Pô de Primaro.
En janvier 1327 il est à Trente pour entendre Louis de Bavière déclarer le pape Jean XXII illégitime et hérétique. Quand les troupes impériales franchissent les Alpes pour appuyer ces anathèmes, les D'Este se mettent à la disposition de l'Empereur. Ils reçoivent en retour les châteaux d'Argenta et de Sant'Alberto (1327) ainsi que le titre de vicaires impériaux à Ferrare (1328).
La même année, inquiets des bouleversements provoqués par l'intervention de l'Empereur, ils entament des négociations avec la Papauté, envoyant des émissaires à Avignon pour examiner avec Jean XXII les conditions d'un rapprochement. Le 5 décembre 1328, le Pape absout Obizzo et ses frères et, le 31 mars, lève l'interdit sur Ferrare. Le 29 juin, contre le versement annuel de 10 000 florins d'or, ils reçoivent le mandat de vicaires apostoliques sur Ferrare pour une durée de dix ans.  Ils ont maintenant le droit d'y nommer les chanoines et bénéficient, puisqu'ils ont tourné le dos à l'Empereur, de mesures annulant celles prises contre eux par Louis de Bavière.
En 1330, à la demande du légat du Pape et à la poursuite de leurs propres intérêts, les D'Este s'emparent de Finale et de Massa Finalese, d'où Guido et Manfredo Pio, vicaires impériaux de Modène, partaient régulièrement pour dévaster les possessions papales et les environs de Bologne. Ils y sont confirmés pour une durée de dix ans par le Saint-Siège.

### Contre Jean de Bohème et Bertrand du Pouget, légat du Pape

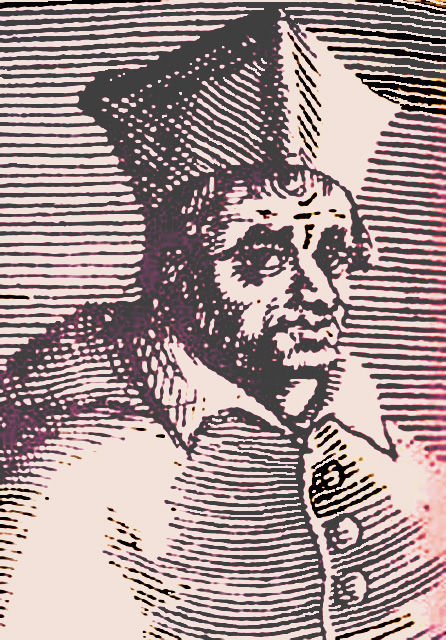
Bertrand du Pouget, légat du Pape. Son activisme déstabilise pour plusieurs décennies le nord de l'Italie.

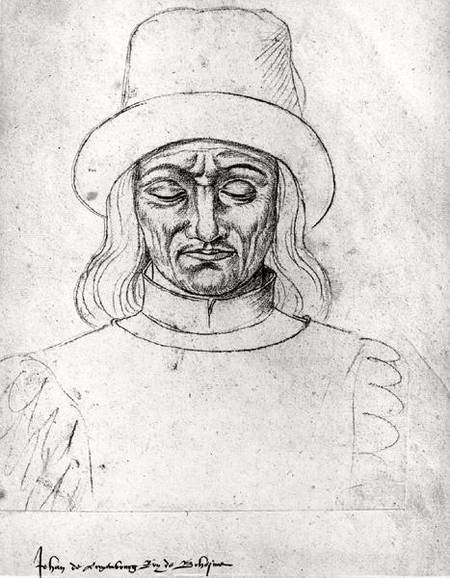
Jean Ier de Bohême, dit L'aveugle, promoteur de l'éphémère « Royaume guelfe de Lombardie ».

L'expansionnisme des Della Scala ayant attiré en Italie Jean de Luxembourg, roi de Bohème, celui-ci se porte au secours de Brescia et progresse rapidement dans la plaine du Pô. Quand il se rapproche du légat du Pape et de l'Empereur Louis IV, la Maison D'Este, tout en restant en de bons termes avec le Saint-Père, entre en opposition avec l'activisme du légat du Pape, Bertrand du Pouget.
En juillet 1331, Jean XXII, pour apaiser les tensions, demande à ce dernier de céder pour dix ans la forteresse de Finale Modenese à la Maison D'Este. Le 8 août, cette dernière constitue, avec les Della Scala (Vérone) et les Feltrino (Mantoue), une ligue offensive et défensive. Ils prennent aussi attache avec Venise, avec laquelle ils signent une entente amicale. Tout en défiant le légat allié au roi de Bohème, les D'Este conservent leurs relations cordiales avec le Saint-Père. Le 17 janvier 1332, ils sont confirmés dans leurs fonctions de vicaires apostoliques pour le territoire et la cité de Ferrare.
Le 27 avril, à Vérone, les grands seigneurs du nord de l'Italie constituent une alliance militaire pour défendre leurs domaines et détruire les seigneuries instituées en Italie par le roi de Bohème et par Bertrand du Pouget. Dès le mois de juin 1332, Obizzo est sous les murs de Brescia. En août, il participe aux négociations pour admettre Florence dans la ligue.
Alors que le conflit se durcit et s'étend, Bertrand du Pouget envahit les domaines de la famille D'Este, bat Nicolas à Consandolo (Argenta), marche sur Ferrare et y met le siège. Le 14 avril 1333, Obizzo participe à la défense de Ferrare et à la sortie qui rompt le siège et met en déroute le légat et son allié de Bohème. Les Este profitent de leur avantage pour passer à l'offensive dans l'est de l'Émilie. Ils défont les troupes du légat à Argenta (18 juin) et y mettent le siège. Vers la mi-août, le prince Charles de Bohème quitte l'Italie. En septembre, les villes de Romagne se rebellent contre la tutelle du légat. Enfin, à la mi-octobre, le roi Jean quitte la péninsule.
Après le congrès de Lerici (1er janvier 1334), la ligue reprend ses opérations pour éradiquer les seigneuries instituées durant la brève aventure de Jean de Bohème en Italie. Pendant que Rinaldo termine le siège d'Argenta, qui tombe le 8 mars 1334, Obizzo est à Ferrare pour surveiller l'administration de la cité. La révolte de Bologne (17-28 mars 1334) contraint Bertrand du Pouget à quitter la ville, puis l'Italie. Le 15 juillet, Obizzo participe à l'assaut contre Crémone, occupée le jour-même.

### Partage des dépouilles
Pendant que la coalition poursuit (1334-1335) la réduction des seigneuries instituées par Jean de Bohême, les désaccords se font jour entre le Milanais Azzone Visconti et le Véronais Mastino Della Scala pour le partage des dépouilles. En juin 1335, la Maison D'Este se lance contre Modène, alors gouvernée par les frères Pio au nom de Jean de Bohème et qui doit leur revenir. Rinaldo et Nicolas y conduisent l'armée ferraraise et y mettent le siège.

### Mort de Rinaldo et annexion de Modène
Le 31 décembre 1335, Rinaldo disparaît et Obizzo assume de fait l'autorité suprême sur la famille D'Este, qui livre combat autour de Modène pendant tout le premier trimestre de 1336. Les Pio cherchent alors à négocier une sortie honorable. Les pourparlers tenus à Vérone au printemps suivant débouchent sur un accord, entériné par les autorités municipales de Modène en mai 1336. Obizzo, Nicolas et leurs héritiers sont nommés « perpetui et generales domini civitatis, districtus, territorii et totius episcopatus Mutine ». Le 13 mai, Obizzo, entouré d'une suite nombreuse et armée, fait son entrée à Modène pour prendre possession de la ville
La première décision d'Obizzo à Modène est de rappeler en ville tous les bannis. Il rétablit ensuite l'autorité de la ville de Modène sur le territoire qui l'environne, dont quelques places fortes des Apennins qui s'étaient rebellées.

## Alliances fluctuantes
Fin 1335 la ligue est déchirée par une dispute entre Florence et Vérone à propos de Lucques. Prenant d'abord le parti de Vérone, Ferrare s'en tient, quand les hostilités commencent, à la neutralité militaire. Quand la situation s'envenime, que les désordres s'étendent et que les alliances évoluent, Ferrare rejoint officiellement l'alliance militaire formée contre Vérone avec Venise et Florence, tout en poursuivant ses efforts diplomatiques et en retardant autant que possible son passage à l'action, laissant les Vénitiens et les Véronais s'étriper autour de Trévise. 
Dans le même temps, pour faire pièces aux ambitions florentines, Obizzo soutient celles de son beau-père Taddeo Pepoli, qui finit par se faire élire seigneur de Bologne avec le titre de capitaine général (28 août 1337).
Le 14 décembre, il est à Venise pour participer à de nouveaux pourparlers, demandés par Vérone. Il la quitte le 22, convaincu que rien ne sortira de ces négociations, mais laissant derrière lui deux plénipotentiaires. Quand, en novembre 1338, Venise entame des tractations avec les Della Scala, et conclut avec eux une paix séparée (24 janvier 1339) Obizzo adhère immédiatement au traité. La paix, qui réduit les ambitions des Scaliger, lui reconnaît ses privilèges et juridictions dans le district de Padoue et rebat les cartes entre les seigneuries du nord de l'Italie. Obizzo prend acte de ces nouveaux équilibres et navigue prudemment dans cet environnement dominé par quelques grandes familles. Entre 1340 et 1350, il reste en lien avec les Scaliger et Venise, surveillant constamment Milan, dont l’expansionnisme les inquiète tous.
Fin janvier 1339, ayant tiré les Visconti d'un mauvais pas, il les amène à la table des négociations pour signer avec lui, les Gonzague et les Della Scala, un pacte de non agression, de garanties territoriales et d'assistance militaire mutuelle. Quand la tension réapparaît, il relance sa diplomatie : le 9 avril 1340, il réunit, à Lendinara, Taddeo Pepoli, Ubertino da Carrara et des représentants de Florence pour contrecarrer les ambitions des Visconti. Sollicitant l'appui de Venise, il réunit à Ferrare les Della Scala, les Gonzague et les Pepoli pour une réconciliation officielle en présence des représentants du Doge.
Préférant toujours la négociation à la guerre et la neutralité à l'engagement, il reste l'arme au pied quand Parme se révolte contre les Della Scala, et que les Visconti, les Carrare et les Gonzague envahissent le territoire véronais. En 1340, il rejoint la ligue anti-impériale — et tacitement anti-scaligère — unissant guelfes et gibelins et assemblée à Naples le 17 juin.

## Crise de Lucques
Le 4 août 1340, Obizzo, qui a été actif pendant les négociations, est présent à la signature de l'accord  par lequel les Della Scala, seigneurs de Vérone et de Vicence, cèdent Lucques aux Florentins. 
L'accord est assorti de l'obligation d'une alliance décennale engageant les alliés des deux camps. La nouvelle met Pise, engagée elle aussi avec Vérone dans des négociations pour Lucques, sur le pied de guerre. Dès le 28 juillet, pour faire pièce aux ambitions de Florence, les Pisans se portent sur Lucques, pour constater qu'un émissaire véronais y est arrivé accompagné d'un fort contingent pour y remettre la ville aux Florentins. Les Pisans, qui découvrent alors une clause annexe de l'accord (la cession à Florence d'une partie de la Garfagnana, qui lui permet de contrôler les cols et d'encercler sa rivale) s'allient le 20 août avec Milan, Parme et Mantoue et, sans plus attendre, déclenchent les hostilités. 
Dès le début des engagements militaires, Ferrare se range, avec Bologne, du côté de Florence et de Vérone. Le 21 septembre, Lucques est remise aux Florentins, tandis que Padoue rejoint l'alliance pisano-milanaise, qui défait les Florentins et leurs alliés à la bataille de San Quirico (2 octobre 1340). 
Pendant l'année suivante, tout le nord de la péninsule est en guerre : en Lombardie pour le démantèlement des seigneuries créées par Jean de Bohème ; en Toscane pour la possession de Lucques. Sur ce second théâtre, une alliance élargie ayant été scellée le 21 novembre 1341 à Vérone, cette dernière finit par avoir raison de Pise. La garnison de Lucques capitule le 6 juillet 1342. devant les troupes florentines. Le 9 octobre suivant, la paix est signée entre Florence et Pise.
Les hostilités n'en continuent pas moins en Lombardie, où Ferrare doit affronter les Gonzague de Mantoue, les Da Correggio de Parme et les Ordelaffi de Forli. Cette dernière menace pousse Obizzo à étendre ses contacts diplomatiques pour s'assurer le soutien de Rimini, de Ravenne, de Faenza et d'Imola. 
Le retour à la paix est alors contrarié par les ambitions des puissances locale sur Parme. La ville et ses possessions sont en effet convoitées par les Gonzague, qui détiennent alors Reggio, par les Visconti, qui possèdent Plaisance (Piacenza), des Della Scala, qui veulent la reprendre et en chasser Azzone da Correggio et ses frères, et enfin par les Bolognais et les Ferrarais qui y voient une menace sur Bologne et sur Modène.
C'est Guillaume de Curty, le nouveau légat du Pape Clément VI en Lombardie, qui impose, le 26 février 1343, une trêve de trois ans aux potentats locaux. Pendant cette période, Obizzo reste actif du point de vue diplomatique. Quand Pise entre en conflit avec Milan à propos de Lucques, Obizzo, fidèle aux termes de la trêve, se range du côté des Visconti, sans toutefois s'engager outre mesure, soucieux de préserver la paix et, surtout, de poursuivre en coulisse les négociations au long cours engagées avec la Papauté pour régler les suites de l'incursion de Jean de Bohème et de Bertrand du Pouget. Au printemps 1343, après avoir versé à l'Église une amende de 40 000 florins, les d'Este sont confirmés pour dix ans dans leurs fonctions de vicaires apostoliques de Ferrare et d'Argenta.

## Unique seigneur de Ferrare
Après la mort de son cousin Bertoldo (21 juillet 1343) et celle son frère Nicolas (1er mai 1344), Obizzo devient l'unique seigneur de Ferrare. 
Il rappelle ses troupes qui participent alors, en Toscane, aux côtés des Visconti, aux combats contre Pise. L'été est consacré à la diplomatie, et à l'automne, un contrat est signé lui accordant Parme contre 70 000 florins. Le 10 novembre, Obizzo fait son entrée en ville. Les 23 et 24, le Consiglio generale et les autorités municipales le reconnaissent comme dominium Comunis et populi civitatis et districtus Panne... cum mero et misto imperio et simplici iurisdictione.
Sur le chemin du retour, début décembre, Obizzo et son escorte sont violemment pris à partie par une troupe à la solde des Gonzague et appuyée par Milan, deux acteurs lésés par la vente de Parme. Le guet-apens, au cours duquel sont capturés des personnages de haut rang, marque le début d'une nouvelle guerre. Revenu à Ferrare début janvier, Obizzo y invite ses alliés à tracer les plans d'une offensive contre les Gonzague. Peu de temps après, les Gonzague associés aux Visconti pénètrent sur le territoire de Ferrare pour mettre à feu et à sang le Polesine di Figuerolo, déclenchant une riposte des alliés sur Reggio. Le 4 avril, les gibelins de Parme, qui tentent de se débarrasser de la tutelle de la Maison D'Este, sont écrasés sans merci, malgré les tentatives de médiation de l'Église.
Alternant victoires fragiles et revers cinglants, les opérations — obérées par des épisodes de pestilence — se poursuivent jusqu'au début de l'année suivante, tandis que des négociations secrètes se déroulent en coulisses.
En 1346, les Visconti, les Della Scala et la famille D'Este, conscients de l'impasse dans laquelle les a jetés le conflit, finissent par trouver un accord secret : Parme, indéfendable car isolée des autres domaines de la famille D'Este, sera rétrocédée aux Visconti pour le prix auquel elle a été achetée en 1344. En échange, un programme est mis sur pied pour pacifier la Lombardie, démanteler l'état des Gonzague et transfèrer Reggio sous la tutelle de la Maison D'Este, tandis que Mantoue tombera dans l'escarcelle scaligère.
En 1348, les Visconti, les Della Scala et la famille D'Este, après avoir commencé à réaliser les clauses de leur pacte secret, dévoilent leurs plans et attaquent les Gonzague sur leurs terres de Mantoue, prenant Casalmaggiore, Borgoforte, Sabbioneta, Pomponesco, Asola, pour finir devant Mantoue. Les opérations militaires sont ralenties par l'apparition de la peste. Ce n'est que le 19 avril 1349 que les belligérants déposent les armes sur injonction des envoyés du Pape Clément VI qui réclame la pacification et la libre circulation pour les pèlerins qui se rendent à Rome pour y participer aux célébrations du jubilé de Noël 1350.

## Dernières années
Obizzo reste fidèle à ses orientations, quitte à louvoyer quand ses alliances sont mises à l'épreuve. Il reste proche du Saint-Siège, des Scaliger, de Bologne, et des Visconti, il se lie également à Ravenne, en mariant sa fille Alisia, le 12 juillet 1349, à Guido da Polenta, le fils aîné de Bernardino, au pouvoir à Ravenne depuis 1347.
Début 1352 Obizzo tombe gravement malade. Il meurt le 20 mars à Ferrare et son corps est enseveli dans l'église du couvent des frères mineurs. Il laisse onze enfants issus de sa liaison avec Lippa Ariosto, union légitimée peu de temps avant le décès de celle-ci. À sa mort, son fils Aldobrandino III lui succède, ce dernier sera suivie de ses cadets Nicolas II d'Este et Alberto V d'Este.

## Institutions municipales
C'est sous Obizzo III, classé par l'Arioste, parmi les « grands esprits » de la Maison D'Este, que les statuts de Ferrare évoluent de manière déterminante. L'administration est centralisée et rationalisée. Une véritable chancellerie politique et diplomatique est créée, ainsi qu'un bureau chargé de l'administration et des finances. Dans le même temps, Ferrare commence à battre une monnaie au nom et à l'effigie d'Obizzo qui donnera naissance, à partir de 1380, à la lira marchesana, ce qui indique une réelle maîtrise de l'économie locale. C'est l'époque des réceptions fastueuses. Sont restées dans les annales celles qui accompagnent l'arrivée à Ferrare de Béatrice, promise à Nicolas I d'Este (21 janvier 1335), le mariage de Béatrice, fille de Rinaldo, avec Giacomo di Savoia, prince de Morea (janvier 1339), les entrées à Ferrare de Caterina, fille de Rizzardo da Camino, seconde épouse de Bertoldo d'Este (14 juillet 1339), de Caterina Visconti, fille de Luchino, sa troisième femme (3 juin 1342), le passage du dauphin de Vienne, en route pour aller combattre les Turcs (1345).

## Généalogie sommaire de la maison D'Este du temps d'Obizzo III
- Obizzo II d'Este († 1293), Seigneur de Ferrare, de Modène et de Reggio. 
Assassiné, probablement par son fils et successeur Azzo VIII.
  - Azzo VIII d'Este, dit Azzone († 1308).
    - Régence de Fresco, pour le compte de son fils Foulques, neveu d'Azzone.

1309 - Les D'Este sont chassés de Ferrare par les armées du Pape.

1317 - Retour de la famille D'Este à Ferrare.

- - Aldobrandino II d'Este († 1326). Frère d'Azzone.
Seigneur de Ferrare de 1317 à 1326.
Se retire à Bologne et organise la réconciliation de ses fils et de leurs cousins.
    - Rinaldo II d'Este († 1335). Coseigneur de Ferrare de 1326 à sa mort.
    - Obizzo III d'Este († 1352). Coseigneur de Ferrare de 1326 à 1343. Seul à gouverner de 1344 à sa mort.
    - Nicolas I d'Este († 1344). Coseigneur de Ferrare de 1326 à sa mort.

  - Francesco d'Este († 1312). Frère d'Azzone.
    - Azzo IX d'Este († 1318). Coseigneur de Ferrare de 1326 à sa mort.
    - Bertoldo d'Este († 1343). Coseigneur de Ferrare de 1326 à sa mort.

Postérité d'Obizzo III
- Obizzo III d'Este († 1352).
Seigneur de Ferrare, de Modène et de Parme. D'abord co-seigneur avec ses frères et ses cousins. Seul de 1344 à sa mort.
  - Aldobrandino III d'Este (1335-1361).
Seigneur de Ferrare de 1352 à 1361.
  - Nicolas II d'Este (1338-1388), dit lo zoppo (le boiteux).
Seigneur de Ferrare de 1361 à 1388.
  - Alberto V d'Este (1347-1393)
    - Nicolas III (1383-1441)
      - Lionel (illégitime) (1441-1450)
      - Borso (illégitime) (1450-1471)
      - Hercule I (légitime) (1431-1505)
        - Alphonse I (1505-1534)
          - Hercule II (1534-1559)
            - Alphonse II (1553-1597). Sans héritier.
              - César (1562-1628). Cousin d'Alphonse II. Dernier duc de Ferrare.
En 1597, ses prétentions contestées sur le duché entraînent l'intervention du Pape et la perte de Ferrare.

Le 30 janvier 1598, la Famille D'Este quitte définitivement Ferrare et se replie sur Modène.

## Sources
- (it) Cet article est partiellement ou en totalité issu de l’article de Wikipédia en italien intitulé « Obizzo III d'Este » (voir la liste des auteurs).